# BMW M3 Challenge
BMW M3 Challenge est un jeu vidéo de course automobile développé par Blimey! Games et édité par 10tacle en 2007 sur PC. Il s'agit d'un freeware conçu pour la promotion de la BMW M3 (E92). Cette simulation de conduite propose quatre modes de jeu tel que le Test Drive, le Time Trial avec une voiture fantôme représentant le meilleur temps au tour, "Race Weekend" qui peut comprendre jusqu'à 15 participants et un mode multijoueur.